# ایلمو مارینیو
ایلمو مارینیو (به پرتغالی: Ielmo Marinho) یک منطقهٔ مسکونی در برزیل است که در ریو گرانده شمالی واقع شده‌است. ایلمو مارینیو ۱۳٬۹۰۱ نفر جمعیت دارد.